# Марі Бреннер
Марі Бреннер (англ. Marie Brenner; нар. 15 грудня 1949) — американська письменниця та журналістка у журналі «Венеті Фейр». Також вона писала для «Нью-Йорк меґезін», «Нью-Йоркер», «Бостон геральд» і викладала у Вищій школі журналістики Колумбійского університету.

## Біографія
Марі Гарріет Бреннер народилася 15 грудня 1949 року в Сан-Антоніо, штат Техас, у сім'ї Мілтона Конрада Бреннера і Тельми (Лонґ) Бреннер. Вона виросла в Сан-Антоніо й переїхала до Нью-Йорка в 1970 році.
Її батько був головою Solo Serve Corporation, мережі дискаунтерів у Техасі, заснованої її дідом Ісідором Бреннером, євреєм з Курляндії, який емігрував у 1890. У Чикаго він одружився з Павлою, емігранткою з Риги. У 1916 році сім'я оселилася у Сан-Антоніо.
Марі є племінницею Аніти Бреннер, антропологині, письменниці й однією з перших жінок, які регулярно писали у «Нью-Йорк таймс».

## Кар'єра
Бреннер здобула ступінь бакалавра у Техаському університеті в Остіні та ступінь магістра у Кіношколи Нью-Йоркського університету. Вона була першою бейсбольною жінкою-оглядачем, яка висвітлювала Американську лігу, подорожуючи з Бостон Ред Сокс для «Бостон геральд» у сезоні 1979 року.
Бреннер працювала редакторкою «Нью-Йорк меґезін» в 1980–1984 роках, і висвітлювала королівське весілля принца Чарльза та леді Діани.
Бреннер приєдналася до «Венеті фейр» як спеціальний кореспондент у 1984 році. Вона покинула журнал в 1992 році, щоб стати штатним автором у «Нью-Йоркері», повернувшись до «Венеті Фейр» у 1995 році на посаду журналіста-консультанта.
Її гучна стаття 1996 року у «Венеті фейр» про Джеффрі Вайґанда та тютюнові війни під назвою «Людина, яка знала занадто багато» лягла в основу фільму Майкла Манна «Своя людина» (1999).
Роботи Марі Бреннер є частиною Центру архівних досліджень Говарда Ґотліба у Бостонському університеті.
Стаття Бреннер 2002 року для «Венеті фейр», «Війни Енрон», що розслідувала скандали, пов'язані з компанією Енрон, використалася сенатором Пітером Фітцджеральдом при допиті свідків комітетом сенату.
У 2018 році, на основі статті Бреннер «Приватна війна Мері Колвін» про військову кореспондентку «Санді таймс» Мері Кетрін Колвін, яка загинула при обстрілі міста Хомс, опублікованої у «Венеті фейр» у 2012 році, знято біографічну драму «Приватна війна».